# 鷹羽シン
鷹羽 シン（たかはね しん、たかは しん）は、日本の官能小説家。

## 略歴
作家デビュー以前より自身のwebサイトで活動。第4回美少女文庫新人賞を受賞し、受賞作『妹ChuChu♥』で美少女文庫（フランス書院）よりデビュー。
本来の読みはたかはねであるが、デビュー時にたかはとルビを振られたため、以降商業作品ではたかはを名乗る。フランス書院文庫から作品を発表する際には鷹羽 真名義を使用している。

## 著作一覧

### 鷹羽シン名義

#### 美少女文庫
- 妹ChuChu♥（イラスト：有子瑶一、2009年1月発売（以下同）、ISBN 978-4-8296-5871-0）
- 妹ペット♥（イラスト：有子瑶一、2009年5月、ISBN 978-4-8296-5882-6）
- サムライべろちゅー♥（イラスト：有子瑶一、2009年12月、ISBN 978-4-8296-5906-9）
- 妹ぺろぺろ♥（イラスト：成瀬守、2010年11月、ISBN 978-4-8296-5951-9）
- 妹ぬるぬる♥（イラスト：成瀬守、2011年5月、ISBN 978-4-8296-5973-1）
- 最強彼女の躾け方（イラスト：しなのゆら、2012年3月、ISBN 978-4-8296-6207-6）

#### 美少女文庫えすかれ
- お嬢様は白いのがお好き！？（イラスト：鬼ノ仁、2009年7月、ISBN 978-4-8296-5891-8）
- お嬢様は白いのがトコトンお好き！？（イラスト：鬼ノ仁、2010年4月、ISBN 978-4-8296-5925-0）
- アヘ顔見ないで！　先生はクールな退魔士（イラスト：鬼ノ仁、2010年7月、ISBN 978-4-8296-5938-0）

### 鷹羽真名義

#### フランス書院文庫
- 僕だけの未亡人義母 こんな衣装を着せないで（2010年12月、ISBN 978-4-8296-1761-8）
- 黒ストッキングの未亡人叔母（2011年8月、ISBN 978-4-8296-1806-6）